# Dekanatskonferenz
Die Dekanatskonferenz in der römisch-katholischen Kirche wird auch Konveniat, Konvent, Conveniat, Convent oder Pastoralkonferenz, Pfarrkonvent oder Pastoralrat genannt. Letzteres geht auf die Beschlüsse der Würzburger Synode zurück, die diese Versammlung fordert. 
In manchen evangelischen Landeskirchen wird Dekanatskonferenz äquivalent zum Begriff der Pastoralkonferenz bzw. des Pfarrkonvents gebraucht.

## Zusammensetzung
Die Dekanatskonferenz ist die regelmäßige Versammlung aller in einem katholischen Dekanat ansässigen bzw. arbeitenden Priester, ständigen Diakone, Pastoralreferenten und Gemeindereferenten. Manchmal sind auch die Religionslehrer im Kirchendienst (i.K.) eingeladen, die Einladung von Ruhestandsgeistlichen bzw. pensionierten Diakonen, Pastoralreferenten und Gemeindereferenten ist obligatorisch, obwohl diese nur als Gäste an der Versammlung teilnehmen. Darüber hinaus sind oft auch die jeweiligen Mitarbeiter des Dekanatsbüros (auch Volksbüro) und des (Erz-)Bischöflichen Jugendamtes bzw. Vertreter des Bundes der Deutschen Katholischen Jugend (BDKJ) eingeladen. Wenn noch andere Einrichtungen existent sind, die im gesamten Dekanat arbeiten – oder darüber hinaus – wie z. B. die Katholische Erwachsenenbildung, dann sind auch diese in der Regel eingeladen. In den letzten Jahren wird an manchen Orten auch ein Vertreter des Dekanatsrates gebeten an der Versammlung teilzunehmen.
Diese Versammlung trifft sich regelmäßig im Abstand von einem bis drei Monate. Neben dieser großen Versammlung ist es üblich, dass sich die Priester noch einmal zu einer eigenen Versammlung zusammenfinden. Diese Priestertreffen werden aber weniger, da viele Dekane die Notwendigkeit einer solchen Priesterversammlung nicht mehr sehen. Die Dekanatskonferenz wird vom jeweiligen Dekan (bzw. Dechant) geleitet.

## Aufgaben
Die Dekanatskonferenz hat die Aufgabe, den Dekan in seiner Arbeit zu unterstützen, ihn zu beraten und der Pastoral im Dekanat eine bestimmte Ausrichtung zu geben. Die Versammlung trägt somit eine Mitverantwortung in der Leitung des Dekanats. Hierzu werden auch Entscheidungen getroffen, die von der Versammlung verabschiedet werden. Stimmberechtigt sind alle o. g. Personen, die mindestens ihre 2. Dienstprüfung erfolgreich abgeschlossen haben – also keine Diakone (in Vorbereitung auf die Priesterweihe), keine Pastoral- oder Gemeindeassistenten.
- Besprechung von theologischen Neuerungen
- Bericht des Dekans von (Erz-)Bischöflichen Verlautbarungen; Dekanekonferenz
- Bericht der Pfarrer aus ihrer Pfarrei
- Bearbeitung von pastoralen Problemen
- Erarbeitung von themenbezogenen Punkten (z. B. vernetzte Pastoral)

Aufgrund dessen, dass die Dekanatskonferenz alle Mitarbeiter an einen Tisch bringt, wird die Versammlung auch gerne dazu verwendet, organisatorische Dinge zu klären. Zum Beispiel werden in vielen Dekanaten auch
- der Priesterurlaub und die Vertretung besprochen
- gemeinsame, alle betreffende, Dokumente unterschrieben
- Post verteilt
- Werbung für Veranstaltungen gemacht
- Bestellungen aufgegeben (z. B. Direktorium, Hausgebet etc.)